# Rubens Fadini
Pour les articles homonymes, voir Fadini.
Rubens Fadini (né le 10 juin 1927 à Jolanda di Savoia, dans la province de Ferrare, en Émilie-Romagne et mort le 4 mai 1949 à Superga) était un footballeur italien, évoluant comme milieu de terrain. Il meurt dans l'accident d'avion de Superga. Un stade à Giulianova porte son nom en sa mémoire, le Stadio Rubens Fadini.

## Clubs
- 1948-1949 :  Torino AC

## Palmarès
- Championnat d'Italie de football
  - Champion en 1949